# Igor' Lukašin
Igor' Vladimirovič Lukašin (in russo Игорь Владимирович Лукашин?; Penza, 7 agosto 1979) è un tuffatore russo.
Ha rappresentato la Russia vincendo, al fianco del connazionale Dmitrij Sautin, la medaglia d'oro nel concorso dei tuffi dalla piattaforma 10 metri sincro.

## Palmarès
- Giochi olimpici

Sydney 2000: oro nella piattaforma 10 m sincro
- Mondiali di nuoto

Perth 1998: bronzo nella piattaforma 10 m sincro
- Europei di nuoto

Siviglia 1997: argento nella piattaforma 10 m sincro